# 喬治·弗蘭肯布
喬治·弗蘭肯布（英語：George Francomb；1991年9月8日—）是一位英格蘭足球運動員。在場上的位置是中場。他現在效力於英格蘭足球乙級聯賽球隊AFC溫布頓。他是在2012年8月轉會溫布敦的。

## 外部連結
- 足球数据库：喬治·弗蘭肯布的球员统计数据